# Wilhelm Ernest, Mare Duce de Saxa-Weimar-Eisenach
Wilhelm Ernst Karl Alexander Friedrich Heinrich Bernhard Albert Georg Hermann (10 iunie 1876 – 24 aprilie 1923) a fost ultimul Mare Duce de Saxa-Weimar-Eisenach.

## Biografie
S-a născut la Weimar, ca fiul cel mare al lui Karl August de Saxa-Weimar-Eisenach, moștenitor al Marelui Ducat, și a soției acestuia, Prințesa Pauline de Saxa-Weimar-Eisenach. 
I-a succedat bunicului său, Karl Alexander, Mare Duce de Saxa-Weimar-Eisenach, ca Mare Duce la 5 ianuarie 1901. 
Moștenitorul său era un văr îndepărtat, Prințul Hermann de Saxa-Weimar-Eisenach, până la dezmoștenire sa în 1909. Ulterior, fratele mai mic al lui Hermann a servit ca moștenitor prezumtiv al ducatul de Saxa-Weimar-Eisenach, până la nașterea fiului său, Karl Augustus.
Wilhelm Ernst a creat noul centru al orașului Weimar, sub conducerea lui Hans Olde, Henry van de Velde și Adolf Brütt. De asemenea, Universitatea din Jena a fost reconstruită de către Theodor Fischer; s-a reconstruit și celebrul teatru de la Weimar. Îmbunătățirile orașului au inclus o statuie de marmură a predecesorul său, Karl Alexander, care a fost finalizată în 1911. Acesta a fost plasată într-un decor conceput de Brütt special creat pentru a distinge "vechiul oraș" de zona nouă construită. 

## Tronul olandez

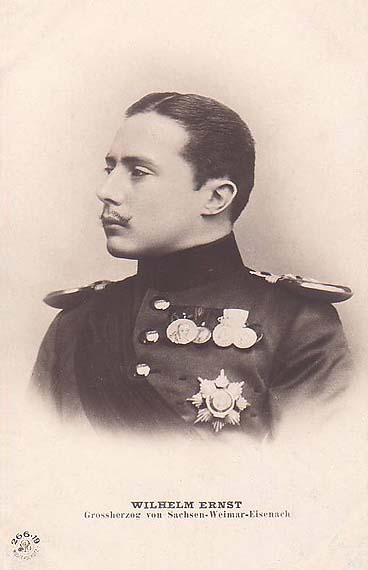
Fotografie a lui Wilhelm Ernest

Potrivit Constituției olandeze, Wilhelm Ernst era în linia de succesiune pentru tronul Țărilor de Jos (ca nepot al Prințesei Sofia a Olandei), după regina Wilhelmina. La începutul secolului XX, olandezii se temeau de posibilitatea influenței germane sau chiar anexarea Țărilor de Jos. Pentru a preveni acest lucru, unii avocați au încercat să schimbe Constituția pentru a-l exclude pe Wilhelm Ernst de la succesiune.
Totuși, o altă cale, a fost aceasta: el sau descendenții lui - dacă regina Wilhelmina ar fi murit fără copii - ar fi trebuit să aleagă între tronul olandez și tronul de la Weimar. Nașterea fiicei Wilhelminei, Iuliana, în anul 1909 a diminuat șansa pentru orice membru al casei de Wettin (ramura Saxa-Weimar-Eisenach), de a moșteni tronul olandez. Odată cu modificarea Constituției din 1922, care a limitat dreptul de succesiune la descendenții Wilhelminei, posibilitatea a dispărut în întregime.

## Abdicarea
La 9 noiembrie 1918, Wilhelm Ernst a fost forțat să abdice în urma înfrângerii Germaniei în Primul Război Mondial. Și-a lăsat tronul și toate ținuturile pe care le deținea și a plecat cu soția și copiii pe moșia familiei din Silezia, unde a și murit patru ani mai târziu.
În ciuda tuturor lucrărilor sale pentru Weimar în timpul guvernării sale, Wilhelm Ernst a fost un conducător detestat. În ziua abdicării sale a fost numit cel mai "nepopular prinț din toată Germania".
A murit la Heinrichau în Silezia la vârsta de 46 de ani.

## Familie și copii
La Bückeburg, la 30 aprilie 1903, Wilhelm Ernst s-a căsătorit cu Prințesa Caroline Reuss de Greiz, fiica Prințului Heinrich XXII Reuss de Greiz. Mariajul a rămas fără copii și s-a sfârșit în anul 1905 cu moartea Carolinei în circumstanțe misterioase. Cauza oficială a decesului a fost pneumonia; alte surse au sugerat suicidul. 
La Meiningen, la 21 ianuarie 1910, Wilhelm Ernst s-a recăsătorit cu Prințesa Feodora de Saxa-Meiningen, fiica Prințului Friedrich Johann de Saxa-Meiningen. Cuplul a avut patru copii:
- Prințesa Sophie Luise Adelheid Marie Olga Carola (20 martie 1911 – 21 noiembrie 1988); căsătorită cu Friedrich Günther, Prinț de Schwarzburg; mariajul s-a terminat prin divorț în mai puțin de un an. Nu a avut copii.
- Karl Augustus, Mare Duce Ereditar de Saxa-Weimar-Eisenach (28 iulie 1912 - 14 octombrie 1988); căsătorit cu baroneasa Elisabeta de Wangenheim-Winterstein; au avut copii
- Prințul Bernhard Friedrich Viktor (3 martie 1917 - 23 martie 1986)
- Prințul Georg Wilhelm Albert Bernhard (24 noiembrie 1921 - 11 martie 2011); și-a schimbat numele în Jörg Brena în 1953 și a renunțat la drepturile sale de succesiune.